# Codice Magliabechiano
Il codice Magliabechiano è un codice azteco illustrativo creato a metà del XVI secolo, all'inizio del periodo coloniale spagnolo. È formato da un insieme di codici noti complessivamente come gruppo Magliabechiano. Tra gli altri manoscritti del gruppo si ricordano il codice Tudela ed il codice Ixtlilxochitl.
Il codice Magliabechiano è soprattutto un documento religioso. Le sue 92 pagine rappresentano quasi un glossario di elementi cosmologici e religiosi. Mostrano a turno i 20 nomi dei giorni del tonalpohualli, le 18 festività mensili, ed il ciclo di 52 anni. Mostrano anche varie divinità, riti indigeni e religiosi, costumi e credenze cosmologiche.

## Storia
Il codice Magliabechiano è basato su un precedente codice sconosciuto, che si pensa essere stato la base del gruppo Magliabechiano. Prende il nome da Antonio Magliabechi, un collezionista di manoscritti del XVII secolo, ed è conservato presso la Biblioteca Nazionale Centrale di Firenze, in Italia.
Fu scritto su carta europea, con disegni e testi in spagnolo su entrambi i lati di ogni pagina.

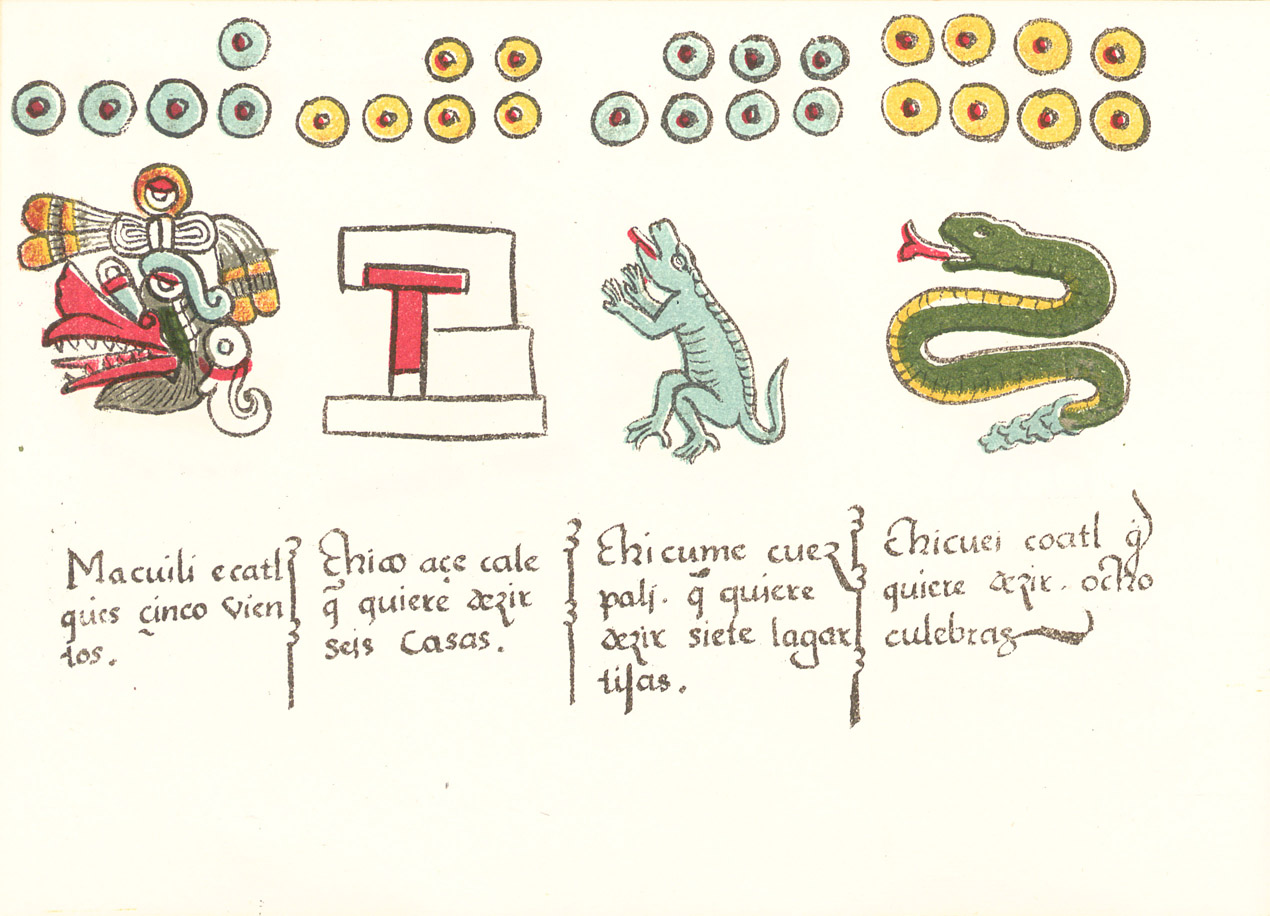
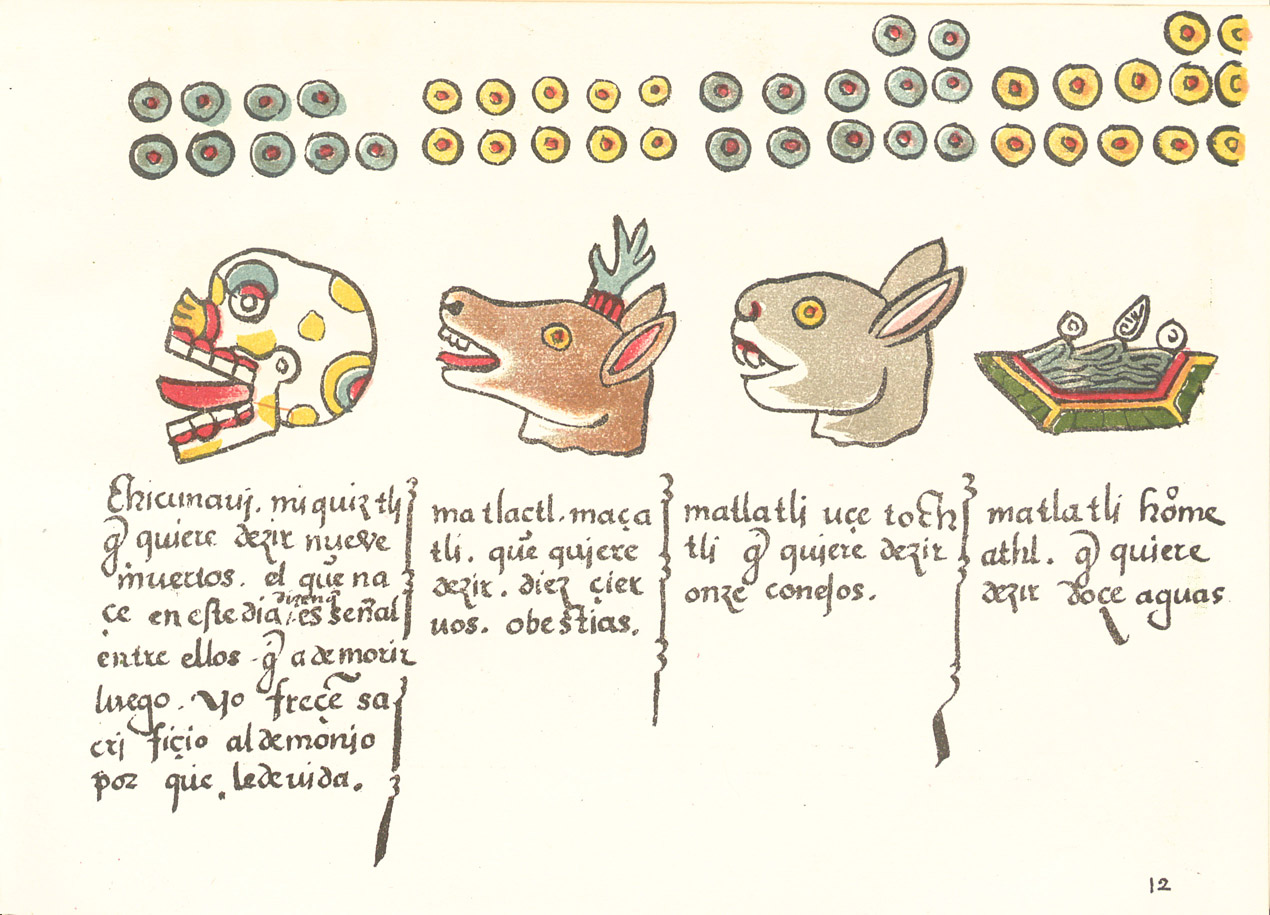
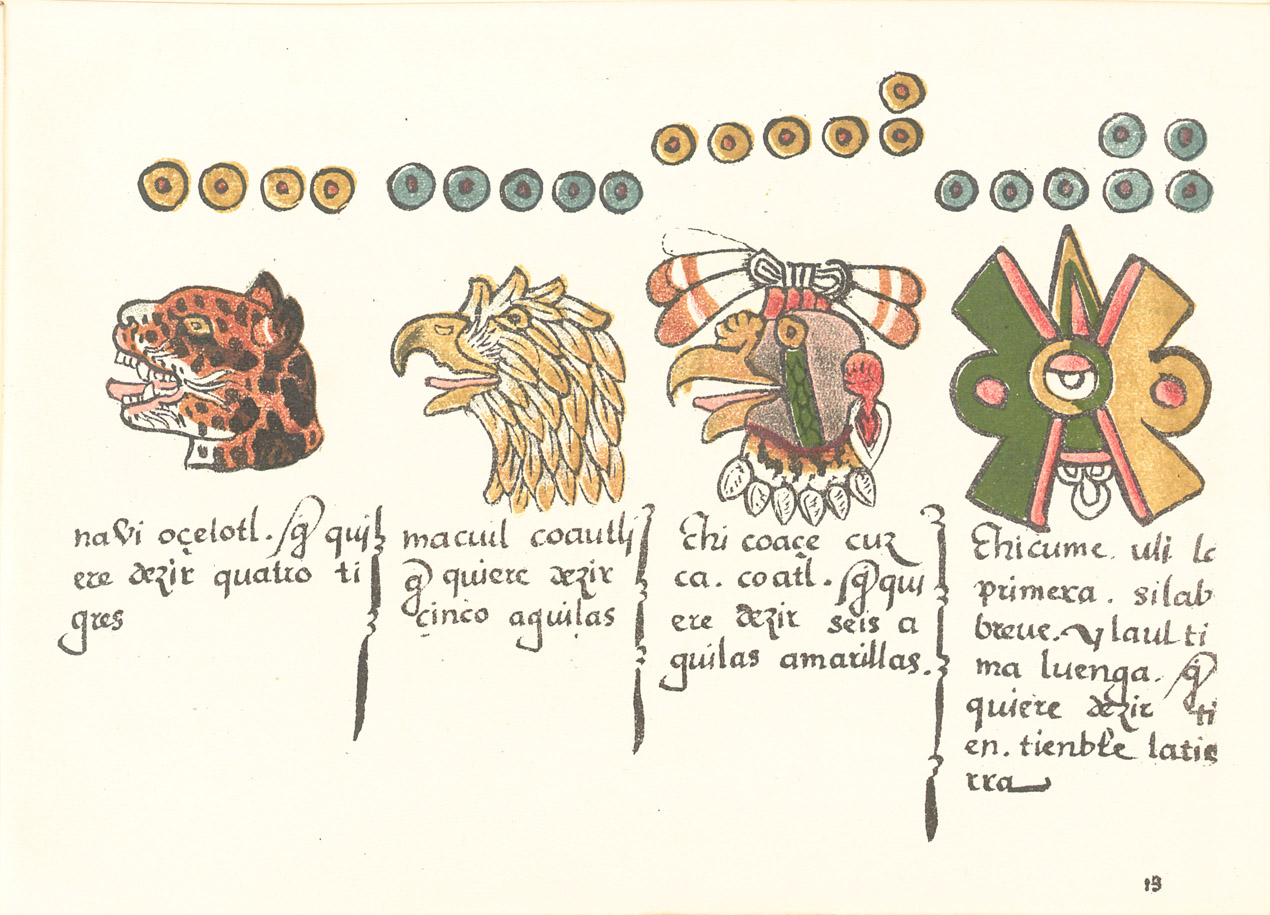